# 상상적 경합
| |
| 형법 刑法 |
| 형법학 · 범죄 · 형벌 죄형법정주의 |
| 범죄론 |
| 구성요건 · 실행행위 · 부작위범 간접정범 · 미수범 · 기수범 · 중지범 불능범 · 상당인과관계 고의 · 고의범 · 착오 과실 · 과실범 공범 · 정범 · 공동정범 공모공동정범 · 교사범 · 방조범 |
| 항변 |
| 위법성조각사유 · 위법성 · 책임 · 책임주의 책임능력 · 심신상실 · 심신미약 · 정당행위 · 정당방위 · 긴급피난 · 오상방위 · 과잉방위 · 강요된 행위                                     |
| 죄수 |
| 상상적 경합 · 연속범 · 병합죄 |
| 형벌론 |
| 사형 · 징역 · 금고 벌금 · 구류 · 과료 · 몰수 법정형 · 처단형 · 선고형 자수 · 작량감경 · 집행유예                                                                                  |
| 대인범죄 |
| 보통살인죄 · 존속살해죄 · 자살교사·방조죄 |
| 촉탁승낙살인죄 · 영아살해죄 · 낙태죄 |
| 상관살해죄 |
| 폭행죄 · 상해치사죄 · 절도죄 |
| 성범죄 · 성매매알선 · 강간죄 |
| 유괴 · 과실치사상죄 · |
| 대물범죄 |
| 손괴죄 · 방화죄 |
| 절도죄 · 강도죄 · 사기죄 |
| 사법절차 방해죄 |
| 공무집행방해죄 · 뇌물죄 |
| 위증죄 · 배임죄 |
| 미완의 범죄 |
| 시도 · 모의 · 공모 |
| 형법적 항변 |
| 자동증, 음주 & 착오 |
| 정신 이상 · 한정책임능력 |
| 강박 · 필요 |
| 도발 · 정당방위 |
| 다른 7법 영역 |
| 헌법 · 민법 · 형법 |
| 민사소송법 · 형사소송법 · 행정법 |
| 포털: 법 · 법철학 · 형사정책 |
| v • d • e • h |

상상적 경합(想像的 競合) 또는 관념적 경합은 하나의 행위가 여러 개의 죄에 해당하는 경우를 뜻한다.

## 학설
1. 일죄설-상상적 경합은 행위가 1개이므로 일죄이다.
2. 수죄설-1개의 행위가 수개의 죄에 해당하므로 수죄이다.

## 설명
원래는 '수죄'에 해당하는 것이 하나의 행위로 이루어졌으므로 가장 중한 죄로 처벌하게 된다. 이로써 '과형상 일죄'로 취급을 하게 되는 것이다. 다른 말로는 '관념적 경합' 이라고도 한다. 영어로 'concurrence of offences', 독일어로는 'Tateinheit' 또는 'Idealkonkurrenz'.

## 예
1. 예를 들어 공무집행 방해를 목적으로 대통령을 상해한 경우, 수류탄 투척으로 2인 이상을 살해한 경우가 해당한다. 이 경우 대통령에 대한 상해 혹은 살해가 가장 큰 죄목이 되므로 이를 기준으로 처벌한다.
2. 다이너마이트 폭발시켜 고의로 재물을 손괴하고 과실로 사람을 살해한 경우에 재물손괴죄의 고의범과 과실치사는 상상적 경합관계에 있다.
3. 권총 1발로 사람을 죽이고, 이 관통한 총알이 기물 혹은 공작물을 파손하였을 경우 살인과 재물손괴(혹은 공작물파손)이 상상적 경합관계에 있다고 할 수 있을것이다.

## 판례
- 甲이 A주식회사로부터 렌탈(임대차)하여 컴퓨터 본체, 모니터 등을 받아 보관하였고, B주식회사로부터 리스(임대차)하여 컴퓨터 본체, 모니터, 그래픽카드, 마우스 등을 보관하다가, 같은 날 성명불상의 업체에 한꺼번에 처분하여 횡령한 경우, 피해자들에 대한 각 횡령죄는 상상적 경합관계에 있다.[1]
- 상상적 경합은 1개의 행위가 실질적으로 수개의 구성요건을 충족하는 경우를 말하고, 법조경합은 1개의 행위가 외관상 수개의 죄의 구성요건에 해당하는 것처럼 보이나 실질적으로 1죄만을 구성하는 경우를 말하며, 실질적으로 1죄인가 또는 수죄인가는 구성요건적 평가와 보호법익의 측면에서 고찰하여 판단하여야 한다. 그리고 이른바 ‘불가벌적 수반행위’란 법조경합의 한 형태인 흡수관계에 속하는 것으로서, 행위자가 특정한 죄를 범하면 비록 논리 필연적인 것은 아니지만 일반적·전형적으로 다른 구성요건을 충족하고 이때 그 구성요건의 불법이나 책임 내용이 주된 범죄에 비하여 경미하기 때문에 처벌이 별도로 고려되지 않는 경우를 말한다.[2]
- 허위사실 유포에 의한 업무방해죄와 명예훼손죄의 죄수관계(=상상적 경합관계)[3]
- 시험을 관리하는 공무원이 타인으로부터 돈을 받고 직무상 지득한 시험 문제를 타인에게 알려준 경우 공무상 비밀누설죄와 수뢰후부정처사죄는 상상적 경합의 관계에 있다[4]
- 채권자들에 의한 복수의 강제집행이 예상되는 경우 재산을 은닉 또는 허위양도함으로써 채권자들을 해하였다면 채권자별로 각각 강제집행면탈죄가 성립하고, 상호 상상적 경합범의 관계에 있다.[5]
- 금융회사 등의 임직원의 직무에 속하는 사항에 관하여 알선할 의사와 능력이 없음에도 알선을 한다고 기망하고 이에 속은 상대방으로부터 알선을 한다는 명목으로 금품 등을 수수한 경우 사기죄와 특정경제범죄 가중처벌 등에 관한 법률 위반죄가 모두 성립하고 위 두 죄는 상상적 경합의 관계에 있다[6]
- 범죄 피해 신고를 받고 출동하여 신고 처리 및 수사 업무 집행 중이던 경찰관 甲, 乙에게 같은 장소에서 욕설을 하면서 먼저 경찰관 甲을 폭행하고 곧이어 이를 제지하는 경찰관 乙을 폭행한 경우 甲 乙에 대한 공무집행방해죄가 모두 성립하고 위 두 죄는 상상적 경합의 관계에 있다.[7]
- 신용협동조합의 전무가 조합의 담당직원을 기망하여 예금 인출금 또는 대출금 명목으로 금원을 교부받은 경우, 사기죄와 업무상 배임죄가 모두 성립하고 위 두 죄는 상상적 경합관계에 있다.[8]
- 1개의 행위가 공직선거법 제230조 제1항 제4호와 같은 항 제5호의 구성요건을 동시에 충족하는 경우, 두 죄의 죄수관계는 상상적 경합이다.[9]
- 1개의 기망행위에 의하여 다수의 피해자로부터 각각 재산상 이익을 편취한 경우, 포괄일죄가 아니고 상상적 경합이다.[10]
- 피해자를 협박하여 금원을 갈취하고 이로 인해 법정중개수수료 상한을 초과한 금품을 받은 경우는 공갈죄와 부동산중개업법 위반죄의 상상적 경합[11]
- 강도범행의 실행에 착수하였으나 강취할 만한 재물이 없어 미수에 그치자, 그 자리에서 항거불능의 상태에 빠진 피해자를 간음할 것을 결의하고 실행에 착수하였으나 역시 미수에 그쳤지만 반항을 억압하기 위한 폭행으로 피해자에게 상해를 입힌 경우 강도강간미수죄와 강도치상죄[12]
- 동일한 공무를 집행하는 여럿의 공무원에 대하여 폭행·협박 행위를 한 경우에는 공무를 집행하는 공무원의 수에 따라 여럿의 공무집행방해죄가 성립하고, 위와 같은 폭행·협박 행위가 동일한 장소에서 동일한 기회에 이루어진 것으로서 사회관념상 1개의 행위로 평가되는 경우에는 여럿의 공무집행방해죄는 상상적 경합의 관계에 있다.[13]

## 같이 보기
- 법조경합
- 실체적 경합(경합범)
- 포괄일죄

## 참고 문헌
- 손동권, 『체계적 형법연습』, 율곡출판사, 2005. (ISBN 8985177915)